# Wimbledon Greyhound Stadium
Il Wimbledon Greyhound Stadium è stato uno stadio situato a Wimbledon (Londra) e costruito per corse di levrieri, ma utilizzato anche per speedway, stock car e altre competizioni motoristiche.
Come detto è stato appositamente realizzato per i levrieri e il giro di scommesse che vi è legato. È il più famoso stadio di questo tipo del Regno Unito insieme a Walthamstow e ospita tutti gli anni l'English Greyhound Derby.
L'impianto include una gradinata da 8 000 posti protetta da vetri e numerosi bar e ristoranti, mentre tutto lo stadio è circondato da un grosso parcheggio. Il Wimbledon Greyhound Stadium è attualmente posseduto dalla Greyhound Racing Association.
Fino al 2005 lo stadio è stato per 50 anni la casa degli ora defunti Wimbledon Dons, team di Speedway, ed era famoso per ospitare meeting internazionali di questa specialità. La squadra fu smantellata in seguito ad una disputa fra i suoi promotori e i proprietari dello stadio riguardo ad un grosso aumento dell'affitto.
Lo stadio fu chiuso nel marzo 2017 e successivamente demolito dai proprietari dell'epoca (Galliard Homes Limited) con l'ordine di costruire 600 appartamenti e un nuovo stadio di calcio da 10.000 posti chiamato New Plough Lane.

## Curiosità
Il Wimbledon Greyhound Stadium è stato lo scenario del famoso videoclip dei Queen Bicycle Race, (canzone scritta dal cantante del gruppo Freddie Mercury); nel video si vedono 65 modelle professioniste che si sfidarono in una corsa di biciclette completamente nude, la vincitrice della gara fu ritratta sulla copertina del 45 giri di questa canzone (Bicycle Race/Fat Bottomed Girls), mentre all'interno dell'album Jazz era possibile trovare in omaggio un poster rappresentante una bella panoramica delle cicliste nude. Questo video fu censurato perché considerato troppo spinto per l'epoca.